# Oleg Blochin
Oleh Volodymyrovyč Blochin, più noto con le grafie russe Oleg Blochin e Oleg Blokhin, (in ucraino Олег Володимирович Блохін?; in russo Олег Владимирович Блохин?, Oleg Vladimirovič Blochin ; Kiev, 5 novembre 1952) è un ex calciatore e allenatore di calcio sovietico, dal 1991 ucraino, di ruolo attaccante.
Considerato uno dei più forti giocatori sovietici ed ucraini della storia del calcio, nel 2003 venne insignito del titolo onorifico di Golden Player dell'Ucraina come miglior giocatore ucraino dell'ultimo mezzo secolo (1954-2003). Vincitore del Pallone d'oro nel 1975, nel 2011 è stato nominato leggenda del calcio ucraino assieme a Igor Belanov, Valeri Lobanovski e Vitalij Staruchin. A livello individuale detiene anche il record di vittorie del premio di calciatore sovietico dell'anno (3) e del premio di calciatore ucraino dell'anno (9).
Leggenda della Dinamo Kiev, con 266 reti detiene il record di gol realizzati con la maglia del club. Con 211 reti risulta inoltre il miglior marcatore di sempre del campionato sovietico. Con la nazionale sovietica detiene il record di reti (42) e presenze (112).
Come allenatore, ha guidato per due volte la nazionale ucraina, prima ai Mondiali del 2006 e poi agli Europei del 2012. Con l'Olympiakos ha inoltre vinto una Coppa di Grecia nel 1991 e una Supercoppa di Grecia nel 1992.

## Biografia
Sua madre, Kateryna Adamenko, è stata campionessa ucraina dei 400 piani.

## Caratteristiche tecniche
Giocatore dotato di una buona prestanza fisica, ricopriva principalmente il ruolo di seconda punta pur venendo impiegato delle volte sia come ala sinistra che centravanti. Veniva soprannominato la Freccia dell'Ucraina per via della sua straordinaria velocità, che gli permetteva di correre i 100 metri in 10″8. A tale rapidità univa un grande fiuto per il gol e una buona coordinazione, che gli permetteva di concludere agilmente a rete mentre era in corsa.
Dotato di una buona tecnica individuale e capacità nel dribbling, possedeva un piede sinistro potente e preciso, pur non disdegnando soluzioni di destro.

## Carriera

### Giocatore

#### Club
Dopo aver trascorso tutte le giovanili nella Dinamo Kiev, debutta con la maglia della prima squadra a soli diciassette anni, per poi diventare titolare fisso a partire dal 1972, anno in cui a soli vent'anni vinse la classifica marcatori del campionato sovietico segnando 14 reti. Lo stesso anno debutta anche a livello internazionale in Coppa dei Campioni, segnando la sua prima marcatura nella suddetta competizione ai danni del Górnik Zabrze.
Per altri tre anni di fila continua a laurearsi capocannoniere del campionato (nel 1973 con 18 gol, nel 1974 con 20 gol e nel 1975 con 18 gol) portando la Dinamo Kiev a vincere due campionati e una coppa sovietica. Nella stagione 1974-1975 vince inoltre a livello internazionale con il club la Coppa delle Coppe, realizzando nella finale il terzo gol del definitivo 3-0 ai danni del Ferencváros. La Dinamo Kiev affronta così in seguito i campioni d'Europa del Bayern Monaco di Franz Beckenbauer in una finale andata e ritorno, valevole per la Supercoppa UEFA. Il 9 settembre 1975, nella gara d'andata, Blochin mise a segno un celebre gol dribblando in un fazzoletto di terra quattro avversari e poi fulminando il portiere sul palo lontano. Il successivo 6 ottobre, completò l'opera nella partita di ritorno, con due reti che regalarono alla sua squadra il trofeo. Tali prestazioni gli permisero di ricevere quello stesso anno il Pallone d'oro dalla rivista France Football.
Gli anni seguenti Blochin continua a giocare ad alti livelli, vincendo nel 1977 il campionato sovietico e laureandosi capocannoniere della suddetta edizione. Negli anni successivi la Dinamo Kiev vince nuovamente il campionato per due volte (1980 e 1981) mettendo in bacheca altre quattro coppe nazionali (1978, 1982 e 1984) e una supercoppa sovietica.
Nella stagione 1985, la Dinamo Kiev torna a vincere il campionato dopo quattro anni e trionfa nuovamente nella Coppa delle Coppe dopo aver battuto per 3-0 l'Atlético Madrid. Anche in quest'occasione, Blochin segna durante la finale e si laurea con 5 reti capocannoniere del torneo a pari merito con Frank Lippmann e i compagni di squadra Ihor Bjelanov e Oleksandr Zavarov. Nella stagione successiva la Dinamo Kiev vince tutti i trofei nazionali, ovvero campionato, coppa e supercoppa sovietica, ma viene sconfitta dallo Steaua Bucarest nella Supercoppa UEFA a causa di un gol su punizione di Gheorghe Hagi. Nel 1987 Blochin disputa a 35 anni l'ultima stagione con la maglia della Dinamo Kiev, vincendo un'ultima supercoppa sovietica.
In seguito si trasferì in Austria vestendo per due stagioni la maglia del Vorwärts Steyr. Chiuse infine la carriera a Cipro, militando per una sola stagione nel Limassol.

#### Nazionale

Blochin capitano della nazionale sovietica nel 1979, contrastato dall'italiano Novellino

Con la nazionale sovietica esordisce per la prima volta il 16 luglio del 1972 in un amichevole contro la Finlandia terminata per 1-1, realizzando nella stessa partita la sua prima marcatura. Lo stesso anno disputa le Olimpiadi di Monaco di Baviera, dove realizza 6 reti in 6 presenze guidando l'Unione Sovietica verso la medaglia di bronzo, assegnata ex aequo con la Germania Est. Dopo aver mancato le qualificazioni al mondiale del 1974 e agli Europei del 1976, disputa nuovamente le Olimpiadi ottenendo un'altra medaglia di bronzo.
In seguito Blochin contribuisce con cinque reti messe a segno durante le qualificazioni al Mondiale del 1982 a riportare l'Unione Sovietica nella massima competizione calcistica per nazionali dopo dodici anni dall'ultima apparizione. Realizza poi la sua prima e unica marcatura nel torneo nella partita vinta per 3-0 contro la Nuova Zelanda.
In seguito viene convocato anche ai Mondiali del 1986, dove gioca da titolare durante la fase a gironi contro Francia e Canada, segnando una rete a danno di quest'ultimi nella partita vinta per 2-0.
Nel 1988 gioca infine la sua ultima partita con la nazionale contro la Germania Est, amichevole terminata 1-0 in favore dei tedeschi. Con 42 reti in 112 presenze, Blochin divenne sia il giocatore con più presenze che il miglior marcatore nella storia del suo Paese.

### Allenatore
Da allenatore Blochin prese il posto di Leonid Burjak alla guida della Ucraina dopo l'esclusione al campionato d'Europa 2004, riuscendo a qualificare la squadra a Germania 2006 per la prima volta nella sua storia e raggiungendo i quarti di finale, dove fu eliminato dall'Italia.
Dopo la mancata qualificazione al campionato d'Europa 2008 rassegnò le dimissioni dalla panchina della nazionale il 6 dicembre 2007. Il 14 dicembre viene nominato tecnico dell'FK Mosca. Il primo anno arriva al quarto posto in campionato e viene eliminato ai quarti della Coppa di Russia dal Amkar Perm'. Il 27 novembre 2008, dopo l'eliminazione dalla Coppa UEFA al secondo turno dei preliminari dal Copenaghen e il nono posto ottenuto in campionato, rescinde il contratto che lo legava con i russi.
Il 21 aprile 2011 torna ad allenare l'Ucraina. Con la nazionale partecipa all'europeo del 2012 come paese ospitante insieme alla Polonia, il primo della storia degli ucraini. Il 15 maggio 2012 prolunga il contratto per altri due anni.
Nonostante il rinnovo con la nazionale ucraina, il 25 settembre 2012 ritorna alla Dinamo Kiev, stavolta come tecnico. Resterà frattanto alla guida della nazionale per le gare di qualificazione al Mondiale 2014 del mese successivo contro Moldavia e Montenegro. Il 17 aprile 2014 si dimette dalla Dinamo Kiev dopo la sconfitta per 2-0 contro lo Shakhtar Donetsk, lasciando la squadra al terzo posto con sette punti di distacco dalla capolista: in due anni non è riuscito a vincere alcun trofeo con la squadra di Kiev, piazzandosi terzo al primo anno.

## Statistiche
Tra club e nazionale maggiore, Blochin ha giocato 766 partite segnando 325 reti, alla media di 0,42 gol a partita.

### Presenze e reti nei club
Statistiche aggiornate al termine della carriera da calciatore.
| Stagione              | Squadra               | Campionato            | Campionato | Campionato | Coppe nazionali | Coppe nazionali | Coppe nazionali | Coppe continentali | Coppe continentali | Coppe continentali | Altre coppe | Altre coppe | Altre coppe | Totale | Totale |
| Stagione              | Squadra               | Comp                  | Pres       | Reti       | Comp            | Pres            | Reti            | Comp               | Pres               | Reti               | Comp        | Pres        | Reti        | Pres   | Reti   |
| --------------------- | --------------------- | --------------------- | ---------- | ---------- | --------------- | --------------- | --------------- | ------------------ | ------------------ | ------------------ | ----------- | ----------- | ----------- | ------ | ------ |
| 1969                  | Dinamo Kiev           | VL                    | 1          | 0          | KS              | 0               | 0               | -                  | -                  | -                  | -           | -           | -           | 1      | 0      |
| 1970                  | Dinamo Kiev           | VL                    | 0          | 0          | KS              | 1               | 0               | -                  | -                  | -                  | -           | -           | -           | 1      | 0      |
| 1971                  | Dinamo Kiev           | VL                    | 1          | 0          | KS              | 0               | 0               | -                  | -                  | -                  | -           | -           | -           | 1      | 0      |
| 1972                  | Dinamo Kiev           | VL                    | 27         | 14         | KS              | 2               | 0               | CC                 | 6                  | 1                  | -           | -           | -           | 35     | 15     |
| 1973                  | Dinamo Kiev           | VL                    | 29         | 18         | KS              | 8               | 4               | CU                 | 5                  | 1                  | -           | -           | -           | 42     | 23     |
| 1974                  | Dinamo Kiev           | VL                    | 29         | 20         | KS              | 4               | 3               | CdC                | 9                  | 5                  | -           | -           | -           | 42     | 28     |
| 1975                  | Dinamo Kiev           | VL                    | 28         | 18         | KS              | 0               | 0               | CC                 | 6                  | 2                  | SU          | 2           | 3           | 36     | 23     |
| 1976                  | Dinamo Kiev           | VL                    | 19         | 8          | KS              | 1               | 0               | CC                 | 8                  | 2                  | -           | -           | -           | 28     | 10     |
| 1977                  | Dinamo Kiev           | VL                    | 29         | 17         | KS              | 3               | 2               | CU                 | 2                  | 0                  | SS          | 1           | 0           | 35     | 19     |
| 1978                  | Dinamo Kiev           | VL                    | 26         | 13         | KS              | 8               | 4               | CC                 | 4                  | 0                  | -           | -           | -           | 38     | 17     |
| 1979                  | Dinamo Kiev           | VL                    | 24         | 17         | KS              | 6               | 1               | CU                 | 4                  | 1                  | -           | -           | -           | 34     | 19     |
| 1980                  | Dinamo Kiev           | VL                    | 33         | 19         | KS              | 7               | 3               | CU                 | 2                  | 0                  | -           | -           | -           | 44     | 22     |
| 1981                  | Dinamo Kiev           | VL                    | 29         | 19         | KS              | 7               | 3               | CC                 | 6                  | 1                  | SS          | 1           | 0           | 43     | 23     |
| 1982                  | Dinamo Kiev           | VL                    | 24         | 10         | KS              | 3               | 0               | CC                 | 4                  | 0                  | -           | -           | -           | 31     | 10     |
| 1983                  | Dinamo Kiev           | VL                    | 31         | 10         | KS              | 1               | 0               | CU                 | 2                  | 0                  | -           | -           | -           | 34     | 10     |
| 1984                  | Dinamo Kiev           | VL                    | 30         | 10         | KS              | 6               | 2               | -                  | -                  | -                  | -           | -           | -           | 36     | 12     |
| 1985                  | Dinamo Kiev           | VL                    | 29         | 12         | KS              | 2               | 1               | CdC                | 9                  | 5                  | -           | -           | -           | 40     | 18     |
| 1986                  | Dinamo Kiev           | VL                    | 23         | 2          | KS              | 5               | 5               | CC                 | 7                  | 5                  | SS+SU       | 1+1         | 0+0         | 37     | 12     |
| 1987                  | Dinamo Kiev           | VL                    | 20         | 4          | KS              | 3               | 1               | CC                 | 2                  | 0                  | SS          | 1           | 0           | 26     | 5      |
| Totale Dinamo Kiev    | Totale Dinamo Kiev    | Totale Dinamo Kiev    | 432        | 211        |                 | 67              | 29              |                    | 76                 | 23                 |             | 7           | 3           | 584    | 266    |
| 1987-1988             | Vorwärts Steyr        | 1D                    | 13         | 5          | OFB             | 0               | 0               | -                  | -                  | -                  | -           | -           | -           | 13     | 5      |
| 1988-1989             | Vorwärts Steyr        | 1D                    | 28         | 4          | OFB             | 1               | 1               | -                  | -                  | -                  | -           | -           | -           | 29     | 5      |
| Totale Vorwärts Steyr | Totale Vorwärts Steyr | Totale Vorwärts Steyr | 41         | 9          |                 | 1               | 1               |                    |                    |                    |             |             |             | 42     | 10     |
| 1989-1990             | Limassol              | AK                    | 22         | 5          | KK              | 6               | 2               | -                  | -                  | -                  | -           | -           | -           | 28     | 7      |
| Totale carriera       | Totale carriera       | Totale carriera       | 495        | 225        |                 | 74              | 32              |                    | 76                 | 23                 |             | 7           | 3           | 654    | 283    |

### Cronologia presenze e reti in nazionale
| Cronologia completa delle presenze e delle reti in nazionale ― Unione Sovietica | Cronologia completa delle presenze e delle reti in nazionale ― Unione Sovietica | Cronologia completa delle presenze e delle reti in nazionale ― Unione Sovietica | Cronologia completa delle presenze e delle reti in nazionale ― Unione Sovietica | Cronologia completa delle presenze e delle reti in nazionale ― Unione Sovietica | Cronologia completa delle presenze e delle reti in nazionale ― Unione Sovietica | Cronologia completa delle presenze e delle reti in nazionale ― Unione Sovietica | Cronologia completa delle presenze e delle reti in nazionale ― Unione Sovietica |
| Data                                                                            | Città                                                                           | In casa                                                                         | Risultato                                                                       | Ospiti                                                                          | Competizione                                                                    | Reti                                                                            | Note                                                                            |
| ------------------------------------------------------------------------------- | ------------------------------------------------------------------------------- | ------------------------------------------------------------------------------- | ------------------------------------------------------------------------------- | ------------------------------------------------------------------------------- | ------------------------------------------------------------------------------- | ------------------------------------------------------------------------------- | ------------------------------------------------------------------------------- |
| 16-7-1972                                                                       | Vaasa                                                                           | Finlandia                                                                       | 1 – 1                                                                           | Unione Sovietica                                                                | Amichevole                                                                      | 1                                                                               |                                                                                 |
| 6-8-1972                                                                        | Solna                                                                           | Svezia                                                                          | 4 – 4                                                                           | Unione Sovietica                                                                | Amichevole                                                                      | 1                                                                               |                                                                                 |
| 28-8-1972                                                                       | Ratisbona                                                                       | Unione Sovietica                                                                | 1 – 0                                                                           | Birmania                                                                        | Olimpiadi 1972 - 1º turno                                                       | -                                                                               |                                                                                 |
| 1-9-1972                                                                        | Ratisbona                                                                       | Unione Sovietica                                                                | 4 – 1                                                                           | Messico                                                                         | Olimpiadi 1972 - 1º turno                                                       | 3                                                                               |                                                                                 |
| 3-9-1972                                                                        | Ratisbona                                                                       | Unione Sovietica                                                                | 3 – 0                                                                           | Marocco                                                                         | Olimpiadi 1972 - 2º turno                                                       | -                                                                               |                                                                                 |
| 5-9-1972                                                                        | Augusta                                                                         | Unione Sovietica                                                                | 1 – 2                                                                           | Polonia                                                                         | Olimpiadi 1972 - 2º turno                                                       | 1                                                                               |                                                                                 |
| 8-9-1972                                                                        | Augusta                                                                         | Unione Sovietica                                                                | 4 – 0                                                                           | Danimarca                                                                       | Olimpiadi 1972 - 2º turno                                                       | 1                                                                               |                                                                                 |
| 10-9-1972                                                                       | Monaco di Baviera                                                               | Germania Est                                                                    | 2 – 2                                                                           | Unione Sovietica                                                                | Olimpiadi 1972 - Finale 3º posto                                                | 1                                                                               |                                                                                 |
| 13-10-1972                                                                      | Parigi                                                                          | Francia                                                                         | 1 – 0                                                                           | Unione Sovietica                                                                | Amichevole                                                                      | -                                                                               |                                                                                 |
| 28-3-1973                                                                       | Plovdiv                                                                         | Bulgaria                                                                        | 1 – 0                                                                           | Unione Sovietica                                                                | Amichevole                                                                      | -                                                                               |                                                                                 |
| 18-4-1973                                                                       | Kiev                                                                            | Unione Sovietica                                                                | 2 – 0                                                                           | Romania                                                                         | Amichevole                                                                      | -                                                                               |                                                                                 |
| 13-5-1973                                                                       | Mosca                                                                           | Unione Sovietica                                                                | 1 – 0                                                                           | Irlanda                                                                         | Qual. Mondiali 1974                                                             | -                                                                               |                                                                                 |
| 26-5-1973                                                                       | Ekaterinburg                                                                    | Unione Sovietica                                                                | 2 – 0                                                                           | Francia                                                                         | Qual. Mondiali 1974                                                             | 1                                                                               |                                                                                 |
| 10-6-1973                                                                       | Mosca                                                                           | Unione Sovietica                                                                | 1 – 2                                                                           | Inghilterra                                                                     | Amichevole                                                                      | -                                                                               |                                                                                 |
| 21-6-1973                                                                       | Mosca                                                                           | Unione Sovietica                                                                | 0 – 1                                                                           | Brasile                                                                         | Amichevole                                                                      | -                                                                               |                                                                                 |
| 5-8-1973                                                                        | Mosca                                                                           | Unione Sovietica                                                                | 0 – 0                                                                           | Svezia                                                                          | Amichevole                                                                      | -                                                                               |                                                                                 |
| 5-9-1973                                                                        | Mosca                                                                           | Unione Sovietica                                                                | 0 – 1                                                                           | Germania Ovest                                                                  | Amichevole                                                                      | -                                                                               |                                                                                 |
| 26-9-1973                                                                       | Mosca                                                                           | Unione Sovietica                                                                | 0 – 0                                                                           | Cile                                                                            | Amichevole                                                                      | -                                                                               |                                                                                 |
| 17-10-1973                                                                      | Lipsia                                                                          | Germania Est                                                                    | 1 – 0                                                                           | Unione Sovietica                                                                | Amichevole                                                                      | -                                                                               |                                                                                 |
| 17-4-1974                                                                       | Zenica                                                                          | Jugoslavia                                                                      | 0 – 1                                                                           | Unione Sovietica                                                                | Amichevole                                                                      | -                                                                               |                                                                                 |
| 20-5-1974                                                                       | Odessa                                                                          | Unione Sovietica                                                                | 0 – 1                                                                           | Cecoslovacchia                                                                  | Amichevole                                                                      | -                                                                               |                                                                                 |
| 30-10-1974                                                                      | Dublino                                                                         | Irlanda                                                                         | 3 – 0                                                                           | Unione Sovietica                                                                | Qual. Euro 1976                                                                 | -                                                                               |                                                                                 |
| 2-4-1975                                                                        | Kiev                                                                            | Unione Sovietica                                                                | 3 – 0                                                                           | Turchia                                                                         | Qual. Euro 1976                                                                 | 1                                                                               |                                                                                 |
| 18-5-1975                                                                       | Kiev                                                                            | Unione Sovietica                                                                | 2 – 1                                                                           | Irlanda                                                                         | Qual. Euro 1976                                                                 | 1                                                                               |                                                                                 |
| 8-6-1975                                                                        | Mosca                                                                           | Unione Sovietica                                                                | 1 – 0                                                                           | Italia                                                                          | Amichevole                                                                      | -                                                                               |                                                                                 |
| 12-10-1975                                                                      | Zurigo                                                                          | Svizzera                                                                        | 0 – 1                                                                           | Unione Sovietica                                                                | Qual. Euro 1976                                                                 | -                                                                               |                                                                                 |
| 12-11-1975                                                                      | Kiev                                                                            | Unione Sovietica                                                                | 4 – 1                                                                           | Svizzera                                                                        | Qual. Euro 1976                                                                 | -                                                                               |                                                                                 |
| 23-11-1975                                                                      | Smirne                                                                          | Turchia                                                                         | 1 – 0                                                                           | Unione Sovietica                                                                | Qual. Euro 1976                                                                 | -                                                                               |                                                                                 |
| 29-11-1975                                                                      | Bucarest                                                                        | Romania                                                                         | 2 – 2                                                                           | Unione Sovietica                                                                | Amichevole                                                                      | -                                                                               |                                                                                 |
| 10-3-1976                                                                       | Košice                                                                          | Cecoslovacchia                                                                  | 2 – 2                                                                           | Unione Sovietica                                                                | Amichevole                                                                      | 1                                                                               |                                                                                 |
| 20-3-1976                                                                       | Kiev                                                                            | Unione Sovietica                                                                | 0 – 1                                                                           | Argentina                                                                       | Amichevole                                                                      | -                                                                               |                                                                                 |
| 24-3-1976                                                                       | Sofia                                                                           | Bulgaria                                                                        | 0 – 3                                                                           | Unione Sovietica                                                                | Amichevole                                                                      | 1                                                                               |                                                                                 |
| 24-4-1976                                                                       | Bratislava                                                                      | Cecoslovacchia                                                                  | 2 – 0                                                                           | Unione Sovietica                                                                | Qual. Euro 1976                                                                 | -                                                                               |                                                                                 |
| 22-5-1976                                                                       | Kiev                                                                            | Unione Sovietica                                                                | 2 – 2                                                                           | Cecoslovacchia                                                                  | Qual. Euro 1976                                                                 | 1                                                                               |                                                                                 |
| 26-5-1976                                                                       | Budapest                                                                        | Ungheria                                                                        | 1 – 1                                                                           | Unione Sovietica                                                                | Amichevole                                                                      | -                                                                               |                                                                                 |
| 23-6-1976                                                                       | Vienna                                                                          | Austria                                                                         | 2 – 1                                                                           | Unione Sovietica                                                                | Amichevole                                                                      | -                                                                               |                                                                                 |
| 19-7-1976                                                                       | Montréal                                                                        | Unione Sovietica                                                                | 2 – 1                                                                           | Canada                                                                          | Olimpiadi 1976 - 1º turno                                                       | -                                                                               |                                                                                 |
| 23-7-1976                                                                       | Ottawa                                                                          | Unione Sovietica                                                                | 3 – 0                                                                           | Corea del Nord                                                                  | Olimpiadi 1976 - 1º turno                                                       | 1                                                                               |                                                                                 |
| 25-7-1976                                                                       | Sherbrooke                                                                      | Iran                                                                            | 1 – 2                                                                           | Unione Sovietica                                                                | Olimpiadi 1976 - 1º turno                                                       | -                                                                               |                                                                                 |
| 27-7-1976                                                                       | Montréal                                                                        | Germania Est                                                                    | 2 – 1                                                                           | Unione Sovietica                                                                | Olimpiadi 1976 - Semifinale                                                     | -                                                                               |                                                                                 |
| 29-7-1976                                                                       | Montréal                                                                        | Unione Sovietica                                                                | 2 – 0                                                                           | Brasile                                                                         | Olimpiadi 1976 - Finale 3º posto                                                | -                                                                               |                                                                                 |
| 20-3-1977                                                                       | Tunisi                                                                          | Tunisia                                                                         | 0 – 3                                                                           | Unione Sovietica                                                                | Amichevole                                                                      | -                                                                               | cap.                                                                            |
| 23-3-1977                                                                       | Belgrado                                                                        | Jugoslavia                                                                      | 2 – 4                                                                           | Unione Sovietica                                                                | Amichevole                                                                      | 2                                                                               | cap.                                                                            |
| 24-4-1977                                                                       | Mosca                                                                           | Unione Sovietica                                                                | 2 – 0                                                                           | Grecia                                                                          | Qual. Mondiali 1978                                                             | -                                                                               | cap.                                                                            |
| 30-4-1977                                                                       | Budapest                                                                        | Ungheria                                                                        | 2 – 1                                                                           | Unione Sovietica                                                                | Qual. Mondiali 1978                                                             | -                                                                               | cap.                                                                            |
| 10-5-1977                                                                       | Candia                                                                          | Grecia                                                                          | 1 – 0                                                                           | Unione Sovietica                                                                | Qual. Mondiali 1978                                                             | -                                                                               | cap.                                                                            |
| 18-5-1977                                                                       | Tbilisi                                                                         | Unione Sovietica                                                                | 2 – 0                                                                           | Ungheria                                                                        | Qual. Mondiali 1978                                                             | -                                                                               |                                                                                 |
| 28-7-1977                                                                       | Gelsenkirchen                                                                   | Germania Ovest                                                                  | 2 – 1                                                                           | Unione Sovietica                                                                | Amichevole                                                                      | -                                                                               |                                                                                 |
| 7-9-1977                                                                        | Volgograd                                                                       | Unione Sovietica                                                                | 4 – 1                                                                           | Polonia                                                                         | Amichevole                                                                      | 2                                                                               |                                                                                 |
| 5-10-1977                                                                       | Rotterdam                                                                       | Paesi Bassi                                                                     | 0 – 0                                                                           | Unione Sovietica                                                                | Amichevole                                                                      | -                                                                               |                                                                                 |
| 8-10-1977                                                                       | Parigi                                                                          | Francia                                                                         | 0 – 0                                                                           | Unione Sovietica                                                                | Amichevole                                                                      | -                                                                               |                                                                                 |
| 26-2-1978                                                                       | Marrakech                                                                       | Marocco                                                                         | 2 – 3                                                                           | Unione Sovietica                                                                | Amichevole                                                                      | 1                                                                               |                                                                                 |
| 8-3-1978                                                                        | Francoforte sul Meno                                                            | Germania Est                                                                    | 1 – 0                                                                           | Unione Sovietica                                                                | Amichevole                                                                      | -                                                                               |                                                                                 |
| 5-4-1978                                                                        | Erevan                                                                          | Unione Sovietica                                                                | 10 – 2                                                                          | Finlandia                                                                       | Amichevole                                                                      | 3                                                                               |                                                                                 |
| 14-5-1978                                                                       | Bucarest                                                                        | Romania                                                                         | 0 – 1                                                                           | Unione Sovietica                                                                | Amichevole                                                                      | 1                                                                               |                                                                                 |
| 6-9-1978                                                                        | Teheran                                                                         | Iran                                                                            | 0 – 1                                                                           | Unione Sovietica                                                                | Amichevole                                                                      | -                                                                               |                                                                                 |
| 20-9-1978                                                                       | Leningrado                                                                      | Unione Sovietica                                                                | 2 – 0                                                                           | Grecia                                                                          | Qual. Euro 1980                                                                 | -                                                                               |                                                                                 |
| 5-10-1978                                                                       | Ankara                                                                          | Turchia                                                                         | 0 – 2                                                                           | Unione Sovietica                                                                | Amichevole                                                                      | 1                                                                               |                                                                                 |
| 11-10-1978                                                                      | Budapest                                                                        | Ungheria                                                                        | 2 – 0                                                                           | Unione Sovietica                                                                | Qual. Euro 1980                                                                 | -                                                                               |                                                                                 |
| 23-11-1978                                                                      | Tokyo                                                                           | Giappone                                                                        | 1 – 4                                                                           | Unione Sovietica                                                                | Amichevole                                                                      | -                                                                               |                                                                                 |
| 26-11-1978                                                                      | Osaka                                                                           | Giappone                                                                        | 0 – 3                                                                           | Unione Sovietica                                                                | Amichevole                                                                      | -                                                                               |                                                                                 |
| 28-3-1979                                                                       | Sinferopoli                                                                     | Unione Sovietica                                                                | 3 – 1                                                                           | Bulgaria                                                                        | Amichevole                                                                      | 1                                                                               | cap.                                                                            |
| 19-4-1979                                                                       | Tbilisi                                                                         | Unione Sovietica                                                                | 2 – 0                                                                           | Svezia                                                                          | Amichevole                                                                      | -                                                                               | cap.                                                                            |
| 5-5-1979                                                                        | Mosca                                                                           | Unione Sovietica                                                                | 3 – 0                                                                           | Cecoslovacchia                                                                  | Amichevole                                                                      | -                                                                               | cap.                                                                            |
| 19-5-1979                                                                       | Nižnij Novgorod                                                                 | Unione Sovietica                                                                | 2 – 2                                                                           | Ungheria                                                                        | Qual. Euro 1980                                                                 | -                                                                               | cap.                                                                            |
| 27-6-1979                                                                       | Copenaghen                                                                      | Danimarca                                                                       | 1 – 2                                                                           | Unione Sovietica                                                                | Amichevole                                                                      | -                                                                               | cap.                                                                            |
| 27-8-1980                                                                       | Budapest                                                                        | Ungheria                                                                        | 1 – 4                                                                           | Unione Sovietica                                                                | Amichevole                                                                      | 1                                                                               |                                                                                 |
| 3-9-1980                                                                        | Reykjavík                                                                       | Islanda                                                                         | 1 – 2                                                                           | Unione Sovietica                                                                | Qual. Mondiali 1982                                                             | -                                                                               |                                                                                 |
| 30-5-1981                                                                       | Wrexham                                                                         | Galles                                                                          | 0 – 0                                                                           | Unione Sovietica                                                                | Qual. Mondiali 1982                                                             | -                                                                               |                                                                                 |
| 23-9-1981                                                                       | Mosca                                                                           | Unione Sovietica                                                                | 4 – 0                                                                           | Turchia                                                                         | Qual. Mondiali 1982                                                             | 1                                                                               |                                                                                 |
| 7-10-1981                                                                       | Smirne                                                                          | Turchia                                                                         | 0 – 3                                                                           | Unione Sovietica                                                                | Qual. Mondiali 1982                                                             | 2                                                                               |                                                                                 |
| 28-10-1981                                                                      | Tbilisi                                                                         | Unione Sovietica                                                                | 2 – 0                                                                           | Cecoslovacchia                                                                  | Qual. Mondiali 1982                                                             | -                                                                               |                                                                                 |
| 18-11-1981                                                                      | Mosca                                                                           | Unione Sovietica                                                                | 3 – 0                                                                           | Galles                                                                          | Qual. Mondiali 1982                                                             | 1                                                                               | cap.                                                                            |
| 29-11-1981                                                                      | Bratislava                                                                      | Cecoslovacchia                                                                  | 1 – 1                                                                           | Unione Sovietica                                                                | Qual. Mondiali 1982                                                             | 1                                                                               | cap.                                                                            |
| 10-3-1982                                                                       | Nea Filadelfia                                                                  | Grecia                                                                          | 0 – 2                                                                           | Unione Sovietica                                                                | Amichevole                                                                      | -                                                                               |                                                                                 |
| 14-4-1982                                                                       | Buenos Aires                                                                    | Argentina                                                                       | 1 – 1                                                                           | Unione Sovietica                                                                | Amichevole                                                                      | -                                                                               |                                                                                 |
| 5-5-1982                                                                        | Mosca                                                                           | Unione Sovietica                                                                | 1 – 0                                                                           | Germania Est                                                                    | Amichevole                                                                      | -                                                                               |                                                                                 |
| 3-6-1982                                                                        | Stoccolma                                                                       | Svezia                                                                          | 1 – 1                                                                           | Unione Sovietica                                                                | Amichevole                                                                      | 1                                                                               | cap.                                                                            |
| 14-6-1982                                                                       | Siviglia                                                                        | Brasile                                                                         | 2 – 1                                                                           | Unione Sovietica                                                                | Mondiali 1982 - 1º turno                                                        | -                                                                               |                                                                                 |
| 19-6-1982                                                                       | Malaga                                                                          | Unione Sovietica                                                                | 3 – 0                                                                           | Nuova Zelanda                                                                   | Mondiali 1982 - 1º turno                                                        | 1                                                                               |                                                                                 |
| 22-6-1982                                                                       | Malaga                                                                          | Scozia                                                                          | 2 – 2                                                                           | Unione Sovietica                                                                | Mondiali 1982 - 1º turno                                                        | -                                                                               |                                                                                 |
| 1-7-1982                                                                        | Barcellona                                                                      | Belgio                                                                          | 0 – 1                                                                           | Unione Sovietica                                                                | Mondiali 1982 - 2º turno                                                        | -                                                                               |                                                                                 |
| 4-7-1982                                                                        | Barcellona                                                                      | Unione Sovietica                                                                | 0 – 0                                                                           | Polonia                                                                         | Mondiali 1982 - 2º turno                                                        | -                                                                               |                                                                                 |
| 23-3-1983                                                                       | Parigi                                                                          | Francia                                                                         | 1 – 1                                                                           | Unione Sovietica                                                                | Amichevole                                                                      | -                                                                               |                                                                                 |
| 13-4-1983                                                                       | Losanna                                                                         | Svizzera                                                                        | 0 – 1                                                                           | Unione Sovietica                                                                | Amichevole                                                                      | 1                                                                               |                                                                                 |
| 27-4-1983                                                                       | Mosca                                                                           | Unione Sovietica                                                                | 5 – 0                                                                           | Portogallo                                                                      | Qual. Euro 1984                                                                 | -                                                                               |                                                                                 |
| 17-5-1983                                                                       | Vienna                                                                          | Austria                                                                         | 2 – 2                                                                           | Unione Sovietica                                                                | Amichevole                                                                      | 1                                                                               |                                                                                 |
| 22-5-1983                                                                       | Chorzów                                                                         | Polonia                                                                         | 1 – 1                                                                           | Unione Sovietica                                                                | Qual. Euro 1984                                                                 | -                                                                               |                                                                                 |
| 1-6-1983                                                                        | Helsinki                                                                        | Finlandia                                                                       | 0 – 1                                                                           | Unione Sovietica                                                                | Qual. Euro 1984                                                                 | 1                                                                               |                                                                                 |
| 26-7-1983                                                                       | Lipsia                                                                          | Germania Est                                                                    | 1 – 3                                                                           | Unione Sovietica                                                                | Amichevole                                                                      | 1                                                                               |                                                                                 |
| 9-10-1983                                                                       | Mosca                                                                           | Unione Sovietica                                                                | 2 – 0                                                                           | Polonia                                                                         | Qual. Euro 1984                                                                 | 1                                                                               |                                                                                 |
| 13-11-1983                                                                      | Lisbona                                                                         | Portogallo                                                                      | 1 – 0                                                                           | Unione Sovietica                                                                | Qual. Euro 1984                                                                 | -                                                                               |                                                                                 |
| 2-6-1984                                                                        | Londra                                                                          | Inghilterra                                                                     | 0 – 2                                                                           | Unione Sovietica                                                                | Amichevole                                                                      | -                                                                               |                                                                                 |
| 19-8-1984                                                                       | Leningrado                                                                      | Unione Sovietica                                                                | 3 – 0                                                                           | Messico                                                                         | Amichevole                                                                      | 1                                                                               |                                                                                 |
| 12-9-1984                                                                       | Dublino                                                                         | Irlanda                                                                         | 1 – 0                                                                           | Unione Sovietica                                                                | Qual. Mondiali 1986                                                             | -                                                                               |                                                                                 |
| 7-8-1985                                                                        | Mosca                                                                           | Unione Sovietica                                                                | 2 – 0                                                                           | Romania                                                                         | Amichevole                                                                      | -                                                                               |                                                                                 |
| 28-8-1985                                                                       | Mosca                                                                           | Unione Sovietica                                                                | 1 – 0                                                                           | Germania Ovest                                                                  | Amichevole                                                                      | -                                                                               |                                                                                 |
| 25-9-1985                                                                       | Mosca                                                                           | Unione Sovietica                                                                | 1 – 0                                                                           | Danimarca                                                                       | Qual. Mondiali 1986                                                             | -                                                                               |                                                                                 |
| 16-10-1985                                                                      | Mosca                                                                           | Unione Sovietica                                                                | 2 – 0                                                                           | Irlanda                                                                         | Qual. Mondiali 1986                                                             | -                                                                               |                                                                                 |
| 22-1-1986                                                                       | Las Palmas                                                                      | Spagna                                                                          | 2 – 0                                                                           | Unione Sovietica                                                                | Amichevole                                                                      | -                                                                               |                                                                                 |
| 19-2-1986                                                                       | Città del Messico                                                               | Messico                                                                         | 1 – 0                                                                           | Unione Sovietica                                                                | Amichevole                                                                      | -                                                                               |                                                                                 |
| 26-3-1986                                                                       | Tbilisi                                                                         | Unione Sovietica                                                                | 0 – 1                                                                           | Inghilterra                                                                     | Amichevole                                                                      | -                                                                               |                                                                                 |
| 23-4-1986                                                                       | Timișoara                                                                       | Romania                                                                         | 2 – 1                                                                           | Unione Sovietica                                                                | Amichevole                                                                      | -                                                                               |                                                                                 |
| 7-5-1986                                                                        | Mosca                                                                           | Unione Sovietica                                                                | 0 – 0                                                                           | Finlandia                                                                       | Amichevole                                                                      | -                                                                               |                                                                                 |
| 5-6-1986                                                                        | León                                                                            | Unione Sovietica                                                                | 1 – 1                                                                           | Francia                                                                         | Mondiali 1986 - 1º turno                                                        | -                                                                               |                                                                                 |
| 9-6-1986                                                                        | Irapuato                                                                        | Unione Sovietica                                                                | 2 – 0                                                                           | Canada                                                                          | Mondiali 1986 - 1º turno                                                        | 1                                                                               | cap.                                                                            |
| 20-8-1986                                                                       | Göteborg                                                                        | Svezia                                                                          | 1 – 1                                                                           | Unione Sovietica                                                                | Amichevole                                                                      | 1                                                                               |                                                                                 |
| 24-9-1986                                                                       | Reykjavík                                                                       | Islanda                                                                         | 1 – 1                                                                           | Unione Sovietica                                                                | Qual. Euro 1988                                                                 | -                                                                               |                                                                                 |
| 11-10-1986                                                                      | Parigi                                                                          | Francia                                                                         | 0 – 2                                                                           | Unione Sovietica                                                                | Qual. Euro 1988                                                                 | -                                                                               |                                                                                 |
| 29-10-1986                                                                      | Sinferopoli                                                                     | Unione Sovietica                                                                | 4 – 0                                                                           | Norvegia                                                                        | Qual. Euro 1988                                                                 | -                                                                               |                                                                                 |
| 28-10-1987                                                                      | Sinferopoli                                                                     | Unione Sovietica                                                                | 2 – 0                                                                           | Islanda                                                                         | Qual. Euro 1988                                                                 | -                                                                               |                                                                                 |
| 21-9-1988                                                                       | Düsseldorf                                                                      | Germania Est                                                                    | 1 – 0                                                                           | Unione Sovietica                                                                | Amichevole                                                                      | -                                                                               |                                                                                 |
| Totale                                                                          |                                                                                 | Presenze (1º posto)                                                             | 112                                                                             |                                                                                 | Reti (1º posto)                                                                 | 42                                                                              |                                                                                 |

## Palmarès

### Giocatore

#### Club

##### Competizioni nazionali
- Vysšaja Liga: 8

Dinamo Kiev: 1971, 1974, 1975, 1977, 1980, 1981, 1985, 1986
- Kubok SSSR: 5

Dinamo Kiev: 1974, 1978, 1982, 1984-1985, 1986-1987
- Superkubok SSSR: 3

Dinamo Kiev: 1981, 1986, 1987

##### Competizioni internazionali
- Coppa delle Coppe: 2

Dinamo Kiev: 1974-1975, 1985-1986
- Supercoppa UEFA: 1

Dinamo Kiev: 1975

#### Nazionale
- Bronzo olimpico: 2

Monaco di Baviera 1972, Montréal 1976

#### Individuale
- Pallone d'oro: 1

1975
- Capocannoniere della Vysšaja Liga: 5

1972 (14 gol), 1973 (18 gol), 1974 (20 gol), 1975 (18 gol), 1977 (17 gol)
- Calciatore sovietico dell'anno: 3

1973, 1974, 1975
- Capocannoniere della Coppa delle Coppe UEFA: 1

1985-1986 (5 gol)
- Calciatore ucraino dell'anno: 9

1972, 1973, 1974, 1975, 1976, 1977, 1978, 1980, 1981
- Inserito nelle "Leggende" del Golden Foot (2009)
- Candidato al Dream Team del Pallone d'oro (2020)

### Allenatore
- Coppa di Grecia: 1

Olympiakos: 1991-1992
- Supercoppa di Grecia: 1

Olympiakos: 1992